# Johannes Rohlf

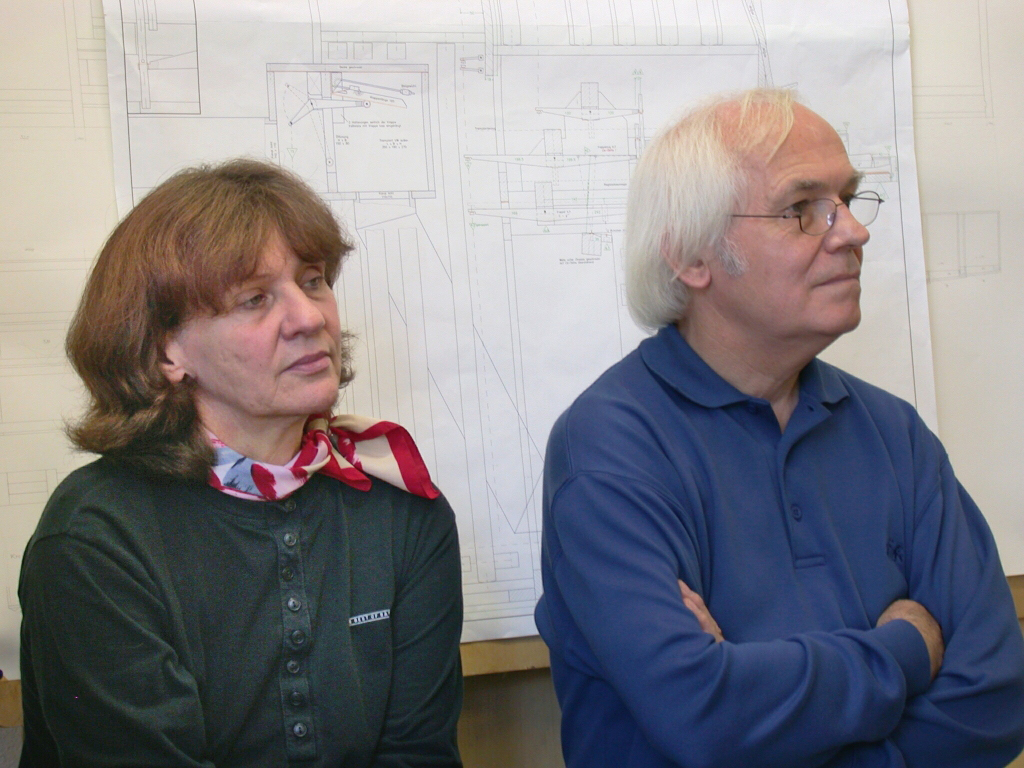
Johannes Rohlf mit seiner Frau Elisabeth (2010)

Johannes Rohlf (* 6. Oktober 1936 in Bautzen) ist ein deutscher Orgelbauer.

## Leben

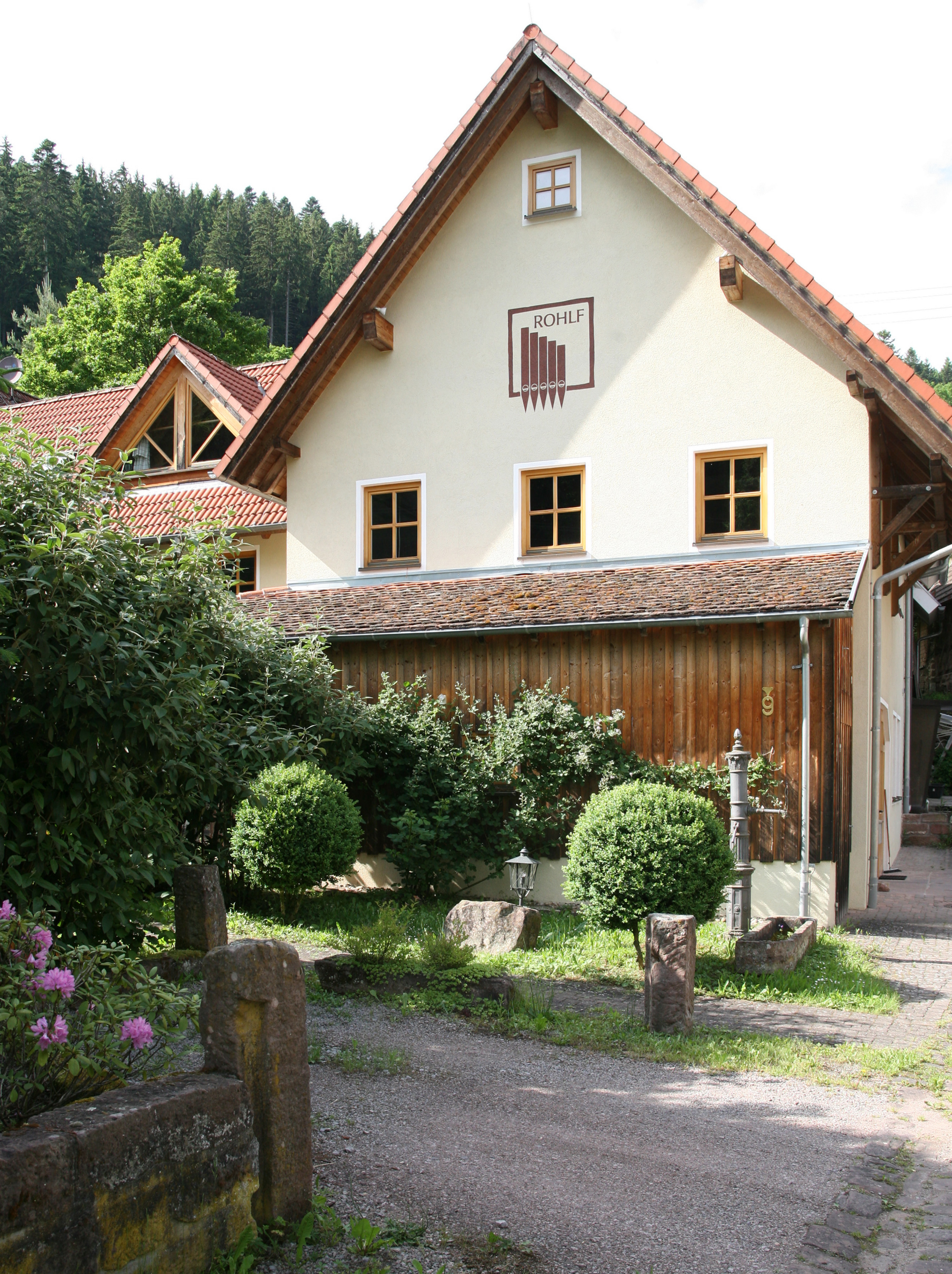
Werkstatt in Neubulach

Johannes Rohlf ist eines von neun Kindern der Eheleute Else Rohlf geb. Küchler und Herbert Rohlf.
Rohlf erlernte nach seiner Schulzeit ab 1950 den Orgelbau in seiner Geburtsstadt in der Werkstatt Hermann Eule Orgelbau Bautzen. Die Ausbildung schloss er 1953 mit erfolgreicher Gesellenprüfung ab. Während seiner Gesellenjahre arbeitete er bei Josef Glatter-Götz (Rieger Orgelbau) (1959–1960), Alfred Führer und Victor Gonzales (ab 1961). Nachdem er 1963 den Meisterkurs an der Fachschule für Musikinstrumentenbau in Ludwigsburg (Oscar-Walcker-Schule) absolviert hatte, machte er sich ein Jahr später mit einer Werkstatt in Ruit auf den Fildern selbstständig. 1986 wurde eine größere Werkstatt in Neubulach-Seitzental bezogen, die 1999 um eine Montagehalle mit Bürotrakt erweitert wurde.
Seine Frau Elisabeth Rohlf (* 1. Januar 1944; † 8. Juni 2024) studierte Schulmusik an der Hochschule für Musik und Darstellende Kunst Stuttgart und war Gymnasiallehrerin in Stuttgart, Münster und Esslingen. Sie gründete das Ensemble für Alte Musik Stuttgart und konzertierte zusammen mit der Schola cantorum Berlin in ganz Deutschland. Zusammen mit ihrem Mann leitete sie den Orgelbau Rohlf in Seitzental.

## Werk
Die Opusliste umfasst mehr als 200 Neubauten und Restaurierungen in Deutschland, im europäischen Ausland sowie in Japan. Neben Orgeln für Kirchen schuf Rohlf Übungsinstrumente für Hochschulen und zahlreiche (teils historisierende) Kleininstrumente für den Privatbesitz. Rohlfs Neubauten zeichnen sich durch eine zeitlose Prospektgestaltung mit moderner Gestaltung der Schleierbretter aus. Die Dispositionen und die Konzeptionen orientieren sich am klassischen Orgelbau. Dazu gehört die ausschließliche Verwendung von natürlichen Rohstoffen, die in eigener Herstellung verarbeitet werden, der Bau von Gehäusen in Massivbauweise und mechanischen Trakturen sowie der Einsatz von wohltemperierten Stimmungen.

## Werkliste (Auswahl)
| Jahr      | Opus | Ort                           | Kirche                                                | Bild | Manuale | Register | Bemerkungen |
| --------- | ---- | ----------------------------- | ----------------------------------------------------- | ---- | ------- | -------- | --- |
| 1964      | 1    | Bergneustadt-Wiedenest        | Evangelische Kreuzkirche                              |      | I       | 7        | Auftrag der Firma Rieger Orgelbau (Josef von Glatter-Götz) |
| 1969      | 6    | Ludwigsburg                   | Kreuzkirche                                           |      | II/P    | 22       | Einzige Rohlf-Orgel mit elektrischer Registerschaltung, 4 freie Kombinationen, die mit kleinen Tafeln über der oberen Klaviatur, auch zum Anblasen, ausgelöst werden |
| 1969      | 7    | Buchenbach-Unteribental       | Vaterunser-Kapelle                                    |      | II/P    | 9        | |
| 1974      | 26   | Berlin-Wittenau               | St. Nikolaus                                          |      | II/P    | 25       | Erbaut für die Lutherkirche Reinickendorf, 2005/06 umgesetzt → Orgel                                                                                                 |
| 1974      | 28   | Nieder-Mockstadt              | Evangelische Kirche                                   |      | I       | 6        | [ 6 ] |
| 1975      | 31   | Freiburg-Hochdorf             | St. Martin                                            |      | II/P    | 14       | Im Gehäuse von Xaver Bernauer (1804) → Orgel → Orgel |
| 1979      | 49   | Illerbeuren                   | Pfarrkirche Mariä Himmelfahrt                         |      | II/P    | 14       | |
| 1980      | 50   | Kappel (Freiburg im Breisgau) | St. Peter und Paul                                    |      | II/P    | 18       | → Orgel |
| 1982      | 56   | Augsburg                      | studio XVII                                           |      | I       | 5        | Italienische Hausorgel von Roland Götz nach italienischen Vorbildern                                                                                                 |
| 1983      | 59   | Stuttgart-Feuerbach           | Stadtkirche                                           |      | III/P   | 18       | III. Manualwerk als Basswerk → Orgel |
| 1985      | 66   | Stuttgart                     | Waldkirche                                            |      | II/P    | 17       | Stimmung nach Werckmeister (1691) |
| 1986      | 72   | Bayreuth                      | Hochschule für evangelische Kirchenmusik              |      | II/P    | 15       | Übungsorgel |
| 1987      | 76   | Selbitz                       | Communität Christusbruderschaft Selbitz, Kapelle      |      | II/P    | 9        | → Orgel |
| 1987      | 77   | Erlangen                      | St. Markus                                            |      | II/P    | 19       | Restaurierung der Orgel von Johannes Glis (1733) und Erweiterung um Hinterwerk und neues ergänztes Pedal → Orgel                                                     |
| 1989      | 85   | Bad Münder am Deister         | Petri-Pauli-Kirche                                    |      | III/P   | 23       | Stimmung nach Werckmeister (1691) → Orgel |
| 1990      | 86   | Baden-Baden                   | Stiftskirche                                          |      | III/P   | 31       | Orientiert an Silbermann; integriert 9 Register von Voit (1905) → Orgel                                                                                              |
| 1991      | 90   | Lörrach                       | Christuskirche                                        |      | II/P    | 23       | Stimmung nach Werckmeister (1691) → Orgel |
| 1992      | 92   | Gundelfingen (Breisgau)       | Bruder-Klaus-Kirche                                   |      | II/P    | 24       | 2 Zimbelsterne, Stimmung nach Young-Sorge → Orgel → Orgel |
| 1993      | 95   | Neukirchen (Ostholstein)      | St. Johannis                                          |      | I/P     | 15       | Restaurierung/Rekonstruktion der Orgel von Hinrich Wiese und Sohn (1726, teils 1553) → Orgel                                                                         |
| 1994      | 100  | Traunstein                    | Auferstehungskirche                                   |      | II/P    | 21       | Zungenstimmen im norddeutschen Stil, Stimmung nach Young-Sorge → Orgel                                                                                               |
| 1995      | 105  | München                       | Immanuelkirche                                        |      | II/P    | 23       | Stimmung nach Young-Sorge → Orgel |
| 1996      | 106  | Uttenreuth                    | St. Kunigunde                                         |      | II/P    | 19       | Stimmung fast gleichstufig → Orgel |
| 1996      | 107  | Stuttgart                     | Hochschule für Musik und Darstellende Kunst Stuttgart |      | III/p   | 11       | Stimmung nach Young-Sorge |
| 1997      | 110  | Travenbrück-Nütschau          | St. Ansgar                                            |      | I/P     | 9        | Stimmung nach Young-Sorge |
| 1997      | 114  | Timmendorfer Strand           | Waldkirche                                            |      | I       | 3        | Truhenorgel → Orgel |
| 1998      | 120  | Timmendorfer Strand           | Waldkirche                                            |      | II/P    | 15       | Stimmung nach Werckmeister (1691) → Orgel |
| 1998      | 124  | Kemnat                        | St. Maria Königin                                     |      | II/P    | 14       | Stimmung nach Young-Sorge |
| 1999      | 125  | Aisch                         | St. Laurentius                                        |      | II/P    | 13       | Stimmung nach Werckmeister (1691) |
| 1999      | 128  | Eckenhaid                     | Friedenskirche                                        |      | I/p     | 10       | Eine Pedal-Transmission, Stimmung nach Young-Sorge, Clarinette als durchschlagendende, „gewendete“ Zunge → Orgel                                                     |
| 2000      | 131  | Preetz                        | Stadtkirche                                           |      | II/P    | 26       | Restaurierung/Rekonstruktion der Plambeck-Orgel (1733), Stimmung nach Werckmeister (1691) → Orgel                                                                    |
| 2000      | 132  | Ölbronn-Dürrn                 | Evangelische Kirche                                   |      | II/P    | 16       | Stimmung nach Young-Sorge → Orgel |
| 2000      | 133  | Bamberg                       | Bamberger Dom, Nagelkapelle                           |      | I/P     | 7        | Fahrbar, Stimmung nach Frischknecht II → Orgel |
| 2001      | 137  | Bayreuth                      | Lutherkirche                                          |      | II/P    | 13       | → Orgel |
| 2001      | 138  | Marktzeuln                    | St. Michael                                           |      | II/P    | 20       | Entwurf nach der englischen Orgel der St Stephen’s Church in Old Radnor, Stimmung nach Young-Sorge                                                                   |
| 2002      | 139  | Altensteig                    | Evangelische Stadtkirche                              |      | III/P   | 27       | Neubau im historischen Gehäuse von Weinmar (1772), Stimmung nach Young-Sorge → Orgel                                                                                 |
| 2002      | 145  | Harrislee                     | Versöhnungskirche                                     |      | II/P    | 20       | → Orgel |
| 2002      | 146  | Waging am See                 | Simeonkirche                                          |      | I       | 3        | → Orgel |
| 2003      | 153  | Stuttgart                     | Hausorgel Ludger Lohmann                              |      | III/P   | 14       | 4 Pedal-Transmissionen |
| 2004      | 155  | Hirsau                        | Aureliuskirche                                        |      | II/P    | 13       | |
| 2004      | 156  | Münster                       | St. Lamberti, Chororgel                               |      | I/p     | 7        | Geteilte Register, Stimmung nach Werckmeister (1691) |
| 2004      | 157  | Uetzing                       | St. Johannes der Täufer                               |      | I/P     | 11       | Restaurierung der Orgel von Augustin Bittner (1865) |
| 2004      | 158  | Altbulach                     | Mauritiuskirche                                       |      | I/P     | 7        | Stimmung nach Werckmeister (1691) |
| 2005      | 160  | Bamberg                       | St. Urban                                             |      | II/P    | 17       | 4 Transmissionen ins Pedal, Stimmung nach Young-Sorge → Orgel |
| 2005      | 163  | Stegaurach                    | Unbefleckte Empfängnis Mariens                        |      | II/P    | 23       | 3 Pedal-Transmissionen, Stimmung nach Young-Sorge |
| 2006      | 165  | Hamburg-Poppenbüttel          | Marktkirche Poppenbüttel                              |      | III/P   | 35       | Stimmung nach Frischknecht (1⁄7-Komma) → Orgel |
| 2006      | 166  | Erlangen                      | St. Johannes der Täufer                               |      | I/P     | 11       | Restaurierung der Orgel von Johann Nikolaus Ritter (1764) |
| 2006      | 167  | Aschaffenburg                 | Jakobuskirche                                         |      | II/p    | 9        | zwei Transmissionen im Pedal, Stimmung nach Young-Sorge → Orgel |
| 2007      | 168  | Coburg                        | St. Augustin                                          |      | III/P   | 21       | Stimmung nach Young-Sorge → Orgel |
| 2007      | 170  | Mering                        | St. Michael                                           |      | III/P   | 31       | Stimmung nach F. A. Valotti (modifiziert) → Orgel |
| 2008      | 171  | Lengmoos                      | Maria Himmelfahrt                                     |      | II/P    | 21       | Im Gehäuse von Mauracher |
| 2009      | 175  | Bozen-Gries-Quirein           | Kapelle Haus St. Benedikt                             |      | II/P    | 17       | 4 Transmissionen aus dem Hauptwerk ins Pedal, Stimmung nach Young-Sorge                                                                                              |
| 2009      | 177  | Hofgeismar                    | Brunnenkirche                                         |      | II/P    | 13       | |
| 2010      | 182  | Olching                       | Johanneskirche                                        |      | II/P    | 11       | 2 Transmissionen ins Pedal, Stimmung nach Neidhardt (modifiziert) → Orgel                                                                                            |
| 2012      | 185  | Kloster Obermarchtal          | Münster                                               |      | III/P   | 43       | Restaurierung der Orgel von Johann Nepomuk Holzhey (1780–1782) → Orgel                                                                                               |
| 2012      | 186  | Jahrsdorf                     | Mariä Geburt                                          |      | II/P    | 11       | Neue Orgel im Gehäuse von Caspar König (1745) → Orgel |
| 2013      | 187  | Amlingstadt                   | St. Ägidius                                           |      | II/P    | 21       | |
| 2014      | 190  | Hamburg-Bergstedt             | Bergstedter Kirche                                    |      | II/P    | 17       | Vier Transmissionen aus dem Hauptwerk ins Pedal, Stimmung nach Werckmeister (1691) → Orgel                                                                           |
| 2014/2015 | 191  | Wien                          | Benediktinerinnen der Anbetung                        |      | II/P    | 14       | 3 Pedal-Transmissionen, Stimmung nach Werckmeister (1691) → Orgel |
| 2015      | 193  | Gügel                         | St. Pankratius                                        |      | I/P     | 8        | Restaurierung der Schröpf-Orgel (1703) |
| 2015      | 194  | Niederrodenbach               | Evangelische Kirche                                   |      | I/P     | 15       | Restaurierung der Orgel von Johann Friedrich Syer (1765–1766) |
| 2016      | 196  | Inzersdorf (Wien)             | St. Nikolaus                                          |      | II/P    | 13       | Unter Einbeziehung des historischen Rückpositivs; 3 Transmissionen aus dem Hauptwerk ins Pedal, Stimmung nach Werckmeister (1691) → Orgel                            |
| 2016/2017 | 197  | Bobenthal                     | St. Michael                                           |      | I/P     | 12       | Restaurierung der Ubhaus-Orgel (1817) → Orgel |
| 2018      | 201  | Effeltrich                    | St. Georg                                             |      | II/P    | 17       | 4 Transmissionen im Pedal; Stimmung nach Young-Sorge → Orgel |
| 2022      | 214  | Dresden                       | Kreuzkirche, Truhenorgel                              |      | I       | 6        | → Orgel |
| 2023      | 215  | Nürnberg                      | Hochschule für Musik                                  |      | II/P    | 12       | Transportable Baldachinorgel |